# 나의 행복한 결혼
나의 행복한 결혼(일본어: わたしの幸せな結婚 와타시노 시아와세나 켓콘[*])은 아기토기 아쿠미가 집필하고 츠키오카 츠키호가 그림을 그린 일본의 라이트 노벨 시리즈이다. 처음에는 사용자 제작 소설 출판 웹사이트인 소설가가 되자를 통해 온라인으로 출판되었지만 나중에 후지미 L 문고 각인으로 2019년 1월부터 시리즈를 출시한 후지미 쇼보가 인수했다.
코사카 리토가 그린 만화 각색판은 2018년 12월부터 스퀘어 에닉스의 간간 온라인 서비스에 연재되었다. 실사 영화 각색은 2023년 3월 일본에서 초연되었다. 키네마 시트러스가 제작한 애니메이션 TV 시리즈는 2023년 7월부터 9월까지 방영되었다. 시즌 2가 발표되었다.

## 시놉시스
영혼과 마법이 현실이지만 쇠퇴하고 있는 다이쇼 시대의 대안 버전에서, 초자연적인 재능 없이 태어난 사이모리 미요는 학대하는 계모에 의해 강제로 노예 생활을 하게 된다. 하지만 미요가 마침내 결혼할 수 있는 나이가 되자 약혼자의 정체를 알게 된 후 더 나은 삶을 위해 살던 그녀의 희망은 무너진다. 쿠도 키요카는 너무 차갑고 잔인해 보이는 사령관으로, 그의 이전 신부가 될 사람은 모두 3일 만에 도망쳤다. 그들의 약혼. 돌아갈 집이 없는 미요는 자신의 운명에 몸을 맡기고 곧 그녀의 창백하고 잘생긴 남편이 될 사람이 그녀가 기대했던 괴물과는 전혀 다르다는 것을 알게 된다. 천천히 서로에게 마음을 열면서 두 사람은 서로가 진정한 사랑과 행복을 찾을 수 있는 기회일 수 있다는 것을 깨닫게 된다.

## 한국어 더빙 캐스트
정유미: 사이모리 미요
윤동기: 쿠도 키요카
유지영: 쿠도 하즈키
손숙: 유리
채민지: 카야 사이모리
양정화: 사이모리 카노코
김승준: 카야 사이모리

## 같이 보기
- 문학소녀